# Edward Montagu, 2:e earl av Manchester
Edward Montagu, 2:e earl av Manchester, född 1602, död den 5 maj 1671, var en engelsk statsman och krigare, son till Henry Montagu, 1:e earl av Manchester.
Manchester bar under faderns livstid (från 1626) titlarna viscount Mandeville och lord Montagu av Kimbolton. Han närmade sig från 1626 alltmer puritanerna och var 1641-42 den puritanska oppositionens ledare i överhuset, där han verkade i förtroligt samförstånd med de puritanska underhusledarna John Pym och John Hampden.
Jämte fem underhusmedlemmar blev han därför åtalad för högförräderi av kung Karl vid dennes bekanta kupp mot oppositionen i januari 1642, och vid den definitiva brytningen mellan kung och parlament samma år övertog Manchester, som i november ärvde titeln earl av Manchester, befälet över ett fotregemente i Essex parlamentsarmé.
År 1643 blev han befälhavare över parlamentets armé i de östra grevskapen med Oliver Cromwell som underbefälhavare. Han intog 1644 Lincoln och förde överbefälet i slaget vid Marston Moor (1 juli samma år), där emellertid Cromwell hade största förtjänsten av segern.
Sedermera ådrog sig Manchester starkt missnöje genom sin långsamhet och sin allt tydligare framträdande motvilja mot krigets fortsättande. Anklagad härför av Cromwell inför underhuset, svarade Manchester med motanklagelser, men avgick från sitt befäl vid parlamentshärens omorganisering (april 1645).
Sedan verkade han som en av de ledande i överhuset, tidtals dess talman, motsatte sig 1649 förgäves rättegången mot kungen och drog sig efter dennes avrättning tillbaka till privatlivet.
Vid restaurationen 1660 var Manchester ganska verksam och förde ordet i den riksförsamling ("Convention Parliament"), som kallade Karl II till tronen.
En konstitutionell monarki och moderat puritanism var ständigt den fredsälskande mannens ideal; själv tillhörde han presbyterianerna, men visade som parlamentsgeneral stor fördragsamhet mot independenterna inom hären.